# Dimitri Vegas & Like Mike
Димитри Вегас и Лајк Мајк (енгл. Dimitri Vegas & Like Mike) је белгијски ди-џеј дуо грчког порекла. Тренутно су број 2 на ДЈ Маг-овој листи најбољих 100 ди-џејева.

## Награде

### ДЈ Магова листа најбољих 100 ди-џејева
| Година | Позиција | Напомена             | Извор |
| ------ | -------- | -------------------- | ----- |
| 2011   | 79       | нови улаз            |       |
| 2012   | 38       | напредовали 41 место |       |
| 2013   | 6        | напредовали 32 места |       |
| 2014   | 2        | напредовали 4 места  |       |
| 2015   | 1        | напредовали 1 место  |       |
| 2016   | 2        | назадовали 1 место   |       |
| 2017   | 2        | без промене          |       |
| 2018   | 2        | без промене          |       |
| 2019   | 1        | напредовали 1 место  | [ 2 ] |
| 2020   | 2        | назадовали 1 место   | [ 3 ] |